# 9colors
9colors(나인컬러스)는 SBS의 지역 9개 민방 네트워크 슈퍼스테이션 PP채널 방송이다. 2011년 6월 20일에 CBN(Commercial Broadcasting Network)로 개국했다.

## 개요
- SBS의 민방 네트워크를 구축한 9개 지역 민영방송사들이 제작하는 프로그램들을 주로 방송한다.

## 연혁
- 2011년 6월 초대 회장사 KNN취임
- 2011년 6월 9개 지역민영방송사 공동출자법인설립
- 2012년 10월 자본금 확충
- 2014년 1월 방송채널사용사업 등록
- 2014년 11월 제2대 회장사 TJB 취임
- 2014년 12월 Olleh TV(현 지니TV) 송출 개시
- 2015년 3월 Skylife 송출 개시
- 2015년 10월 제3대 회장사 KBC 취임
- 2016년 2월 SK Btv 송출 개시
- 2016년 4월 전파진흥원 제작사업 선정
- 2016년 8월 LG tvG(현 U+TV) 송출 개시

## 같이 보기
- MBC NET